# Плезантвілл (Нью-Йорк)
Плезантвілл (англ. Pleasantville) — селище (англ. village) в США, в окрузі Вестчестер штату Нью-Йорк. Населення — 7513 особи (2020).

## Географія
Плезантвілл розташований за координатами 41°8′3″ пн. ш. 73°47′2″ зх. д. / 41.13417° пн. ш. 73.78389° зх. д. (41.134211, -73.783867).  За даними Бюро перепису населення США в 2010 році селище мало площу 4,73 км², з яких 4,73 км² — суходіл та 0,01 км² — водойми.

## Демографія
Згідно з переписом 2010 року, у селищі мешкало 7019 осіб у 2569 домогосподарствах у складі 1781 родини. Густота населення становила 1483 особи/км².  Було 2680 помешкань (566/км²).
Расовий склад населення:
| - 85,7 % — білих - 4,5 % — азіатів - 4,2 % — чорних або афроамериканців - 0,1 % — корінних американців - 3,6 % — осіб інших рас |

До двох чи більше рас належало 1,9 %. Частка іспаномовних становила 11,7 % від усіх жителів.
За віковим діапазоном населення розподілялося таким чином: 28,1 % — особи молодші 18 років, 58,7 % — особи у віці 18—64 років, 13,2 % — особи у віці 65 років та старші. Медіана віку мешканця становила 41,0 року. На 100 осіб жіночої статі у селищі припадало 95,4 чоловіків;  на 100 жінок у віці від 18 років та старших — 91,5 чоловіків також старших 18 років.
Середній дохід на одне домашнє господарство  становив 141 320 доларів США (медіана — 105 625), а середній дохід на одну сім'ю — 167 963 долари (медіана — 121 897). Медіана доходів становила 80 956 доларів для чоловіків та 69 486 доларів для жінок. За межею бідності перебувало 2,1 % осіб, у тому числі 0,0 % дітей у віці до 18 років та 3,7 % осіб у віці 65 років та старших.
Цивільне працевлаштоване населення становило 3241 особа. Основні галузі зайнятості: освіта, охорона здоров'я та соціальна допомога — 31,1 %, науковці, спеціалісти, менеджери — 21,2 %, фінанси, страхування та нерухомість — 9,3 %, роздрібна торгівля — 8,2 %.